# 宋炳基
宋 炳基（ソン・ビョンギ、朝鮮語: 송병기、1933年 - 2018年9月15日）は、大韓民国の教授、歴史家。檀国大学校教授、同校人文科学大学（現・外国語大学）長、同校第6代東洋学研究所（現・東洋学研究院）長などを歴任、同校名誉教授。
約30年間鬱陵島と独島について研究し、独島研究の権威者と評された。

## 経歴
日本統治時代の京畿道利川郡（現・大韓民国京畿道利川市）出身。清州大学校法学科、1961年に高麗大学校文理科大学史学科卒、1964年に同校大学院史学科修了、1985年に文学博士取得。1962年9月27日から1967年4月30日まで国史編纂委員会編史主事・編史官補、1982年3月1日から1983年2月28日まで韓国精神文化研究院（現・韓国学中央研究院）首席研究員、檀国大学校教授、1991年9月1日から1993年8月31日まで同校人文科学大学（現・外国語大学）長、1994年9月1日から1997年2月4日まで第6代同校東洋学研究所（現・東洋学研究院）長を歴任した。2018年に持病により死去、享年85。